# I Heard They Suck Live!!
I Heard They Suck Live!! is het eerste livealbum van punkband NOFX, uitgegeven op 22 augustus 1995. Het concert dat op de cd staat is opgenomen op 8 en 9 januari 1995 in een club in Hollywood. De naam van deze club was lange tijd onbekend vanwege een royaltykwestie. Later heeft Fat Mike verklaard dat het album opgenomen is in "The Roxy" in Hollywood.

## Tracklist
Alle nummers geschreven door NOFX, behalve "Nothing but a Nightmare (sorta)" dat oorspronkelijk geschreven is door Rudimentary Peni.
1. "(Witty Banter)" - 1:46
2. "Linoleum" - 2:15
3. "You're Bleeding" - 2:36
4. "Moron Brothers" - 3:09
5. "Punk Guy" - 1:09
6. "Bob" - 2:36
7. "Life O'Riley" - 2:39
8. "You Drink, You Drive, You Spill" - 3:31
9. "Nothing but a Nightmare (sorta)" - 1:06
10. "East Bay" - 1:53
11. "Soul Doubt" - 3:00
12. "Kill All The White Man" - 3:43
13. "Beer Bong" - 2:16
14. "Six Pack Girls" - 1:12
15. "Together On The Sand" - 1:07
16. "Nowhere" - 1:37
17. "The Brews" - 2:41
18. "Buggley Eyes" - 1:31
19. "(Crowd Leaves)" - 0:53